# دماغ والدي

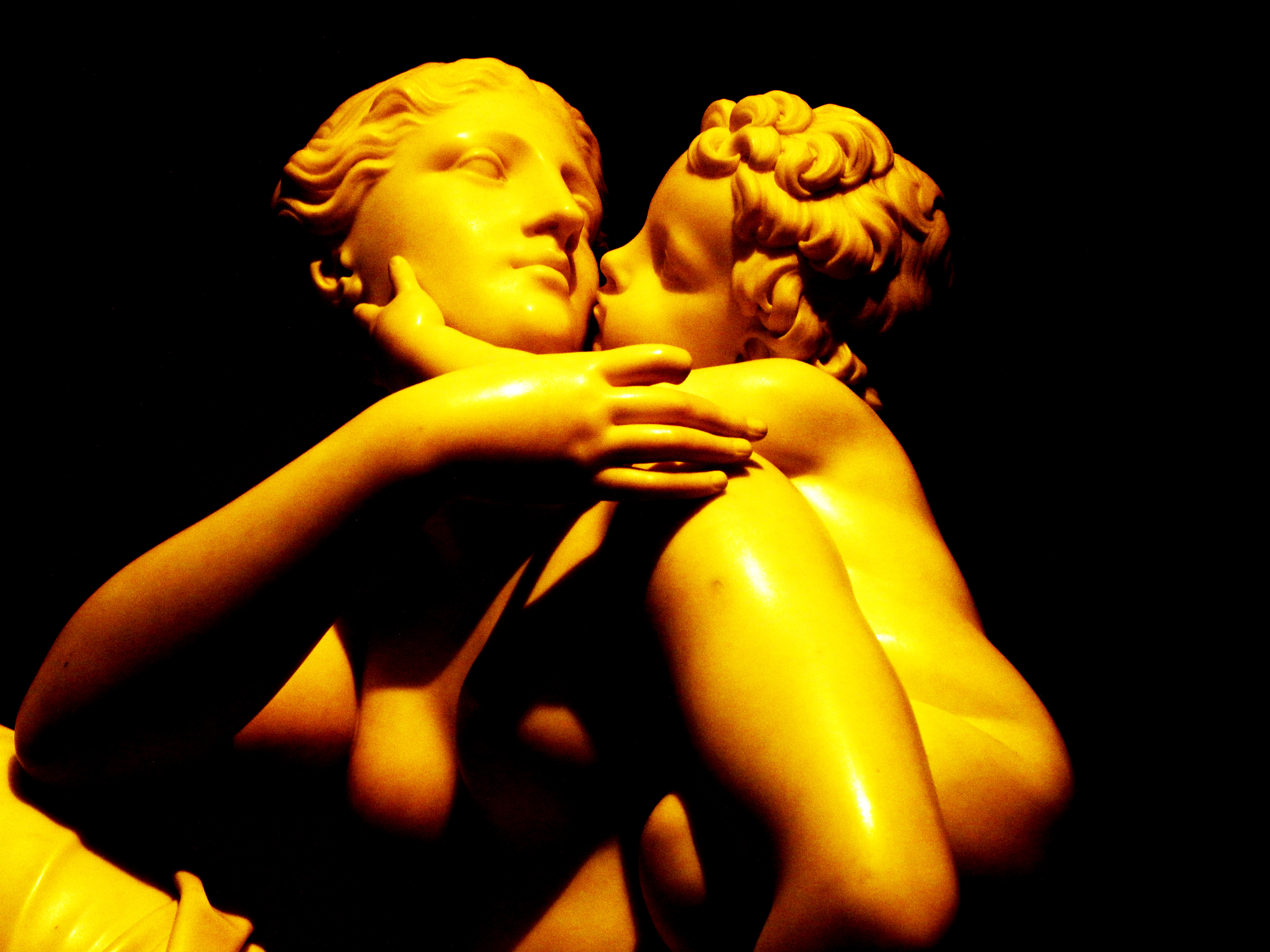

تؤدي التجربة الوالدية والتغيرات الهرمونية أثناء الحمل وبعد الولادة إلى تغيرات في الدماغ الوالِدِيّ. إظهار الحسّاسية الأمومية تجاه إيماءات الوليد، ومعالجة تلك الإيماءات، والنشاط إلى التواصل الاجتماعي مع الوليد وتلبية احتياجاته في كل وقت، كلٌّ من أولئك يمكن وصفه بـ «السلوك الأمومي»، وتتحكم فيه أنظمة عديدة في الدماغ الأموي. بيّنت الأبحاث أن هرمونات الأوكسيتوسين والبرولاكتين والإستراديول والبروجستيرون ضرورية لظهور السلوك الأمومي وبقائه في الفئران وثدييات أخرى. صُنف السلوك الأمومي ضمن المحركات الأساسية (من قبيل: الشهوة الجنسية، والجوع والعطش، والخوف، والقوة/الهيمنة... إلخ). وأما الدماغ الأبوي فقليل ما يُعلم عنه، لكنْ معلوم أنه يمر بتغيرات بعد ولادة الطفل.

## الدماغ الأمومي

### الأثر الهرموني الأمومي
اختلاف المستويات الهرمونية في الدماغ الأمومي -إلى جانب عافية الأم عمومًا- مسؤول عن 40%-50% من الاختلافات في ارتباط الأم بوليدها. تمر الأمهات بانخفاض في الإستروجين وارتفاع في الأوكسيتوسين والبرولاكتين، بسبب الحمل والولادة والرضاعة والتفاعل مع الوليد.

### الأوكسيتوسين
مستويات الأوكسيتوسين في الدماغ الأمومي مرتبطة بالسلوكيات الأمومية من قبيل: التحديق، والترنيم وغيره من الأصوات، والعاطفة الإيجابية، واللمس العاطفي، وما شابه من السلوكيات التي تكون بين الأم ووليدها.

### الإستراديول والبروجستيرون
الارتباط القوي بين الأم ووليدها متصل بارتفاع نسبة الإستراديول/ البروجستيرون في نهاية الحمل عن نسبتهما في بداية الحمل.

### الكورتيزول
في أول أيام ما بعد الولادة تكون نسبة الكورتيزول عالية، وهذا متصل بسلوك المُداناة الأمومية والمسالك الأمومية الإيجابية. وُجدت الأمهات الأعلى كورتيزولًا أكثر حديثًا وترنيما مع الأطفال. الأمهات اللاتي عانيْن في طفولتهن من شدائد كانت لهن أنماط كورتيزولية يومية أكثر، وكُنّ أقل حساسية أمومية.

### الهرمونات القشرية السكرية
ليست الهرمونات القشرية السكرية ضرورية لإبداء السلوكيات الأمومية، لكن مستوياتها لدى الأمهات ترتفع عند بداية فترة الرضاعة.

### التشريح العصبي
تتصل مناطق/بِنى دماغية مختلفة بعوامل عديدة تساهم في السلوك الأمومي. الوليد محفِّز خاص ينشّط مناطق دماغية عديدة. يؤدي مجموع تلك المناطق إلى السلوك الأمومي والأنظمة المتصلة به.
تحتوي الباحة الوطائية الأمامية المتوسطة على مستقبلات للإستراديول والبروجستيرون والبرولاكتين والأوكسيتوسين والفاسوبريسين وأشباه الأفيونيات. كل تلك الهرمونات مشترِكة بنحو ما في تنشيط السلوك الأمومي في الدماغ. ما يلي تغيراتٌ سلوكية أخرى ضرورية للأمومة، مسؤولة عنها الباحة الوطائية الأمامية المتوسطة:
- عاطفة الأم (تغيرات تحفزها اللوزة الدماغية وقشرة مقدَّم الفص الجبهي).
- الصمت المحفِّز (تغيرات تحفزها اللوزة الدماغية والنواة المتكئة).
- الانتباه (تغيرات تحفزها النواة المتكئة والقشرة المتوسطة لمقدَّمة الفص الجبهي).
- الذاكرة (تغيرات تحفزها النواة المتكئة والقشرة المتوسطة لمقدَّمة الفص الجبهي).

أيضًا يحوي كل من اللوزة الدماغية والقشرة المتوسطة لمقدَّمة الفص الجبهي على مستقبلات للهرمونات التي يرجح أنْ تغير السلوك ساعة الحمل، وقد تكُونان المنطقتين اللتيْن تحدث فيهما تلك التغيرات. لُوحظت أيضًا زيادة في نشاط اللوزة الدماغية حين تستجيب الأم للتعابير السلبية (الخائفة) أو الإيجابية أو الاعتيادية التي يبديها الطفل بوجهه. أمهات رتبة الرئيسيات التي تضررت قشور مقدَّمات فصوصها الجبهية رُبط بينها وبين مشاكل في السلوك الأمومي.
تلعب القشرة الظَّهْرية الوحشية لمقدَّمة الفص الجبهي دورًا في انتباه الأم ومرونتها المعرفية وذاكرتها العاملة، وتساعدها على تمييز إيماءات الوليد، وتتيح -بكفاءة وفي أي بيئة- عملية اتخاذ القرارات وتخطيط الأفعال، وهي عملية مساهِمة في الانتباه لإيماءات الطفل.
يساعد المهاد والفص الجداري وجذع الدماغ على معالجة روائح الوليد ولمساته وأصواته.

### تغيرات ما بعد الولادة
تؤدي تغيرات في الإستروجين والأوكسيتوسين والبرولاكتين في بداية الفترة اللاحقة للولادة إلى تغيرات في بنية الدماغ الأمومي.

### في أمهات الحيوانات
بعد أن تلد أمهات الفئران، يتثبط إنتاج الخلايا العصبية بسبب انخفاض مستويات الإستروجين وارتفاع الهرمونات القشرية السكرية. يُظَن أيضًا أن تفاعل الأم ووليدها بعد الولادة يثبط تكوُّن الخلايا العصبية في منطقة الحُصَين بالدماغ الأمومي الفأريّ. تزيد التجربة الأمومي تكوُّن الخلايا العصبية في المنطقة البُطَينية الثانوية المسؤولة عن إنتاج الخلايا العصبية في البصلة الشَّمِّية. البرولاكتين هو الهرمون المساعد على زيادة تكوُّن الخلايا العصبية في المنطقة البُطَينية الثانوية.
تتغير بِنَى أدمغة أمهات الحيوانات بعد الولادة، لازدياد تفاعل الأم والوليد.
يزداد حجم المادة الرمادية بعد الولادة في المناطق الدماغية التالية:
- الوطاء الثنائي.
- اللوزة الدماغية.
- المادة السوداء.
- الكرة الشاحبة.

قد تحدث هذه التغيرات الدماغية لتعزيز السلوكيات الأمومية المناسبة. يمكن استعمال سلوك الأم الإيجابي تجاه وليدها مؤشرًا لازدياد المادة الرمادية في البِنَى الدماغية السابق ذكرها.

### الدماغ الأبوي
لِآباء 6% من رتبة الرئيسيات -شاملة البشر- دور هام في العناية بالأطفال. يمر الدماغ الأبوي بتغيرات شبيهة بتغيرات الدماغ الأمومي، وتنشط فيه المناطق نفسها (اللوزة الدماغية والوطاء وقشرة مقدَّمة الفص الجبهي والبصلة الشَّمِّية... إلخ)، ويمر بتغيرات هرمونية لضمان إبداء السلوك الوالدي.

### الأثر الهرموني الأبوي
تزداد في الدماغ الأبوي مستويات الأوكسيتوسين والهرمونات القشرية السكرية والإستروجين والبرولاكتين. تحدث هذه التغيرات الهرمونية بتفاعل الأب مع الأم والوليد. مستويات الأوكسيتوسين مرتبطة إيجابيًّا بمدى العاطفة التي يبديها الأب للطفل. اتضح في البشر وغيرهم من الأنواع الرئيسية أن انخفاض مستويات التستوستيرون متصل بإبداء السلوك الأبوي.

### لدى آباء الحيوانات
لدى آباء الفئران كما في أمهاتها يقل تكوُّن الخلايا العصبية في الحُصَين بعد الولادة. وتزداد لدى الآباء كما الأمهات مستويات الهرمونات القشرية السكرية التي يُظن أنها تثبّط إنتاج خلايا دماغية جديدة.
آباء قرود القِشّة تزداد كثافة أشواكهم الشُّجَيرية في قشرة مقدَّمة الفص الجبهي، وهذا الازدياد متصل بازدياد مستقبلات الفاسوبريسين في تلك المنطقة من الدماغ الأبوي. بمرور الزمن ينعكس هذا الأثر، ولذا يُرى أنه ناتج عن تفاعل الأب والوليد.
ظهر أن القدرة على تمييز الأقارب متصلة بالتغيرات الطارئة على تكوُّن الخلايا العصبية في قشرة مقدَّمة الفص الجبهي بالدماغ الأبوي لبعض الأنواع.